# Брицке, Эргард Викторович
Эргард Викторович Бри́цке (или Эдгард) (20 [8] января 1877 — 28 сентября 1953, Москва) — русский и советский химик, академик Академии наук СССР (1932), академик ВАСХНИЛ (1934). Лауреат Сталинской премии первой степени.

## Биография
Согласно автобиографии, он родился в семье агронома Ивана Викторовича Бритцке[sic] в имении Архадак Балашовского уезда Саратовской губернии.
В 1897 году окончил 3-ю Казанскую гимназию и поступил на химическое отделение Рижского политехнического института, который окончил в 1903 году. Был оставлен при кафедре технологии неорганических веществ. С 1904 по 1906 годы находился в научной командировке в Германии, Австрии, Бельгии, Швейцарии и Италии. В 1910 г. был избран профессором по технологии неорганических веществ. Ещё студентом сконструировал газовый гальванический элемент на основе свинца, оксида и диоксида углерода, получив на него патент в России и за границей.
После возвращения в Россию с 1 сентября 1906 года до 1917 года преподавал в Рижском политехническом институте: сначала — доцент, с 1 июля 1910 года — адъюнкт-профессор. В 1915 году был награждён орденом Св. Анны 3-й степени, затем произведён в статские советники и в том же году вместе с институтом эвакуировался в Москву.
В 1910 году напечатан его первый учебник «Производство суперфосфата» (Рига: Леффлер, 1910. — 174 с.). 
С 1919 по 1929 годы преподавал в Московском институте народного хозяйства, а также в Московском высшем техническом училище (1921—1931), где организовал первую в СССР кафедру технологии минеральных удобрений и кафедру основной химической промышленности. Возглавляемые им в этих институтах кафедры были объединены в 1930 году в составе 2-го московского химико-технологического института, преобразованного в 1931 году в Военную академию химической защиты, где Брицке до 1939 года заведовал кафедрой технологии минеральных веществ.
С 1923 по 1938 годы был директором Научного института по удобрениям, который он вместе с Я. В. Самойловым и Д. Н. Прянишниковым организовал в 1919 году. В 1927—1934 годах принимал участие в составлении «Технической энциклопедии» под редакцией Л. К. Мартенса, автор статей по тематике «химия».
В 1923 году принимал участие в организации Института прикладной металлургии, где организовал и возглавлял в 1945—1953 годах термическую лабораторию.
В 1931 году был избран членом-корреспондентом АН СССР. В 1932 году основал научный журнал «Заводская лаборатория» и в том же году был избран академиком АН СССР. В 1935 году был избран академиком ВАСХНИЛ. С 29 декабря 1936 по 28 февраля 1939 годов был вице-президентом АН СССР.

Могила Э. В. Брицке на Новодевичьем кладбище в Москве

В 1939—1953 годах руководил физико-химическим отделом в Институте металлургии АН СССР.

## Научные достижения
Автор более 100 научных трудов. Занимался разработкой новых методов получения и использования минерального сырья. Им, в частности, были разработаны термические методы возгонки фосфора из руд, методы получения арсената кальция и другие. Независимо от П. Х. Эммета открыл, совместно с А. Ф. Капустиным, явление термической диффузии в реакциях восстановления закиси железа водородом.

### Научные труды
- Производство суперфосфата. — Рига: Г. Леффлер, 1910 (Юрьев). — 174 с.
- Фосфорнокислый аммоний / Проф. Э. В. Брицке, А. П. Дунаев, инж. Е. П. Похвалинская. — М.: Науч.-технич. упр-ние ВСНХ, 1928.
- Термическое получение фосфорной кислоты и высокопроцентных фосфатов / Проф. Э. В. Брицке, инж. Н. Е. Пестов. — М.: Изд-во Науч.-технич. упр-ния ВСНХ, 1929. — 171 с.
- Научно-исследовательские работы по удобрениям, инсектофунгицидам и серной кислоте за 1937 г./ Под ред. Э. В. Брицке, С. И. Вольфковича, Н. А. Гогитидзе. — М.: Госхимиздат, 1940. — 124 с.
- Стандартные методы химического анализа чугунов и сталей. — Москва; Ленинград: Изд-во Акад. наук СССР, 1940. — 252 с.

## Семья
- Супруга Зинаида Максимовна Брицке (д.ф. Сытина)
- Сын — Максимилиан, к.т. н. (1919—2000)[8]

## Награды и премии[3]
- орден Ленина
- 3 ордена Трудового Красного Знамени (1929; 1944; 1949)
- Орден Красной Звезды (10 июня 1945)
- Сталинская премия I степени (10 апреля 1942) — за работу «О развитии народного хозяйства Урала в условиях войны»
- Премия имени В. И. Ленина (1929)